# Taurus (Marschflugkörper)
Der Taurus (lateinisch für „Stier“) ist ein deutsch-schwedischer Luft-Boden-Marschflugkörper. Der Name ist ein Akronym für Target Adaptive Unitary and Dispenser Robotic Ubiquity System. Taurus wurde als Modulare Abstandswaffe (MAW) für verschiedene Nutzlasten und Missionen entwickelt, aber optimiert, um massiv gehärtete und eingegrabene Ziele (englisch Hard and Deeply Buried Targets, kurz HDBTs) sowie sogenannte Hochwertziele zu bekämpfen. Der Marschflugkörper ist das deutsch-schwedische Gegenstück zum parallel entwickelten britisch-französischen Storm Shadow/SCALP-EG.

## Geschichte

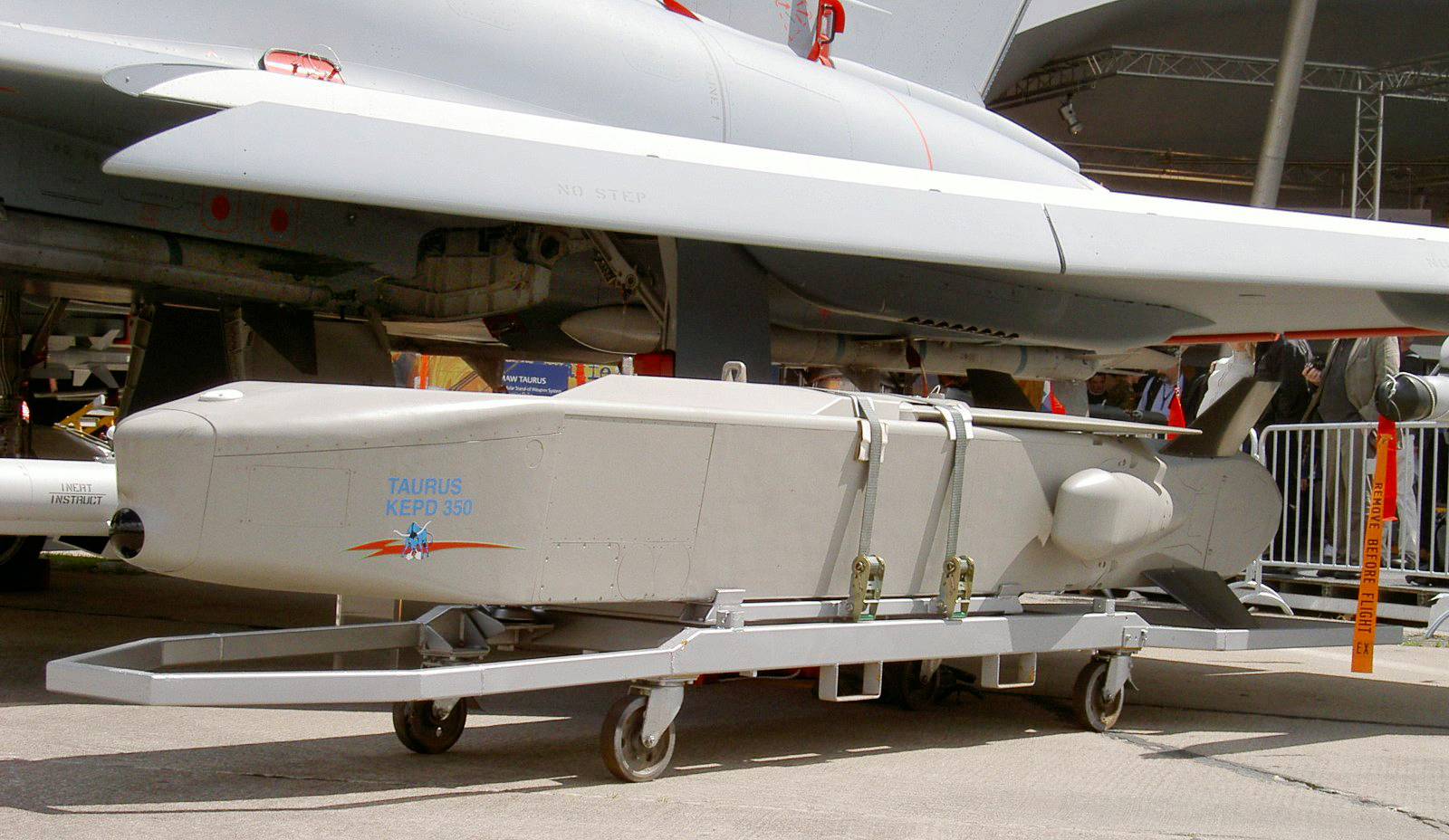
Marschflugkörper Taurus KEPD 350 unter einem Eurofighter Typhoon

Während des Kalten Krieges wollte die Bundesrepublik ursprünglich die französischen Apache-Marschflugkörper beschaffen, um im Verteidigungsfall Start- und Landebahnen des Warschauer Paktes zerstören zu können. Mit dem Fall der Mauer änderten sich die Prioritäten, die nun auf der Bekämpfung von gepanzerten Punktzielen lagen. Die andauernden Verhandlungen zwischen Deutschland und Frankreich über eine Weiterentwicklung der Apache scheiterten letztlich. Die Kürzung der Apache-Bestellungen und das Hinauszögern der Entwicklung einer Punktzielwaffe hätten für die Bundesrepublik eine Kostensteigerung bedeutet, weshalb sie sich aus der Apache-Entwicklung zurückzog.
Im Bundeswehrplan 1997 wurde die Entwicklung einer Familie modularer Abstandwaffen (MAW) für den Panavia Tornado ausgewiesen. Geplant war die Beschaffung von insgesamt 1200 Waffen für unterschiedliche Aufgabenstellungen zur Bekämpfung von Bodenzielen. Nach den Bedürfnissen der Luftwaffe sollte die Waffensystemfamilie ein breites Spektrum an Punkt- oder Flächenzielen wirksam bekämpfen können.
Zur selben Zeit entwickelten DASA und Bofors den Gleitdispenser DWS-24, der später als DWS-39 bezeichnet wurde, um die Nähe zur Saab 39 zu verdeutlichen. Auf dessen Basis schlugen beide Firmen eine Version mit Turbojet und Einzel- oder Tandemgefechtskopf vor, die als Kinetic Energy Penetrator and Destroyer (KEPD) 350 bezeichnet wurde. 1996 wurden weitere Versionen angeboten, eine leichtere KEPD 150 und eine Version mit Submunitionen MAW PDWS 2000. Am 31. März 1998 verkündete das Bundesministerium der Verteidigung die Finanzierung der Entwicklung sowie den Bau von 28 Prototypen. Dabei sollte eine Version mit Submunition entwickelt werden (Taurus 350A), eine andere mit Penetrationsgefechtskopf (Taurus 350P). Die Waffe sollte auch die Anforderungen der Briten an eine Conventionally Armed Stand Off Missile (CASOM) erfüllen, dabei wurde die Waffe als Taurus beworben.
Auch nachdem sich die Briten für die Storm Shadow auf Apache-Basis entschieden hatten, wurde der Name beibehalten und das Entwicklungsunternehmen Taurus Systems GmbH danach benannt. Dieses Unternehmen wurde von der damaligen LFK-Lenkflugkörpersysteme GmbH (seit Mai 2012 MBDA Deutschland GmbH) und Saab Bofors Dynamics AB eigens für die Entwicklung und Herstellung des Taurus KEPD-350 sowie eventueller weiterer Varianten gegründet.
Die Entwicklungsarbeiten verliefen danach recht schnell: Da bereits 1996, zwei Jahre vor Vertragsabschluss, Tragversuche an einem Panavia Tornado der Luftwaffe stattgefunden hatten, konnte der Erstflug des Systems schon am 4. Oktober 1999 im schwedischen Testgebiet Vidsel stattfinden. Im September 2000 wurde das System in mehreren Flügen in Südafrika erprobt, dabei konnte die Funktion der Navigationssysteme unter Beweis gestellt werden. Parallel dazu wurde der Gefechtskopf „Mephisto“ gegen Betonziele getestet. Im August 2002 erteilte das Bundesamt für Wehrtechnik und Beschaffung der Taurus Systems GmbH den Auftrag zur Serienvorbereitung der Flugkörper. Die Verifikation für die deutsche Luftwaffe wurde von der Wehrtechnischen Dienststelle 61 (WTD 61) durchgeführt und fand im März 2004 in der Overberg Test Range in Südafrika statt. Die neuen Taurus-Versionen wurden auf der Pariser Luftfahrtschau 2005 enthüllt. Die ursprünglichen A- und P-Bezeichnungen werden nicht mehr verwendet. Die Version mit Submunition MAW PDWS 2000 wurde nicht weiterverfolgt und ist bei der Luftwaffe nicht im Einsatz.
2005 bestellte die Bundeswehr 600 Flugkörper zum Gesamtpreis von 570 Millionen Euro. Die Lieferung an die Luftwaffe begann offiziell mit der Übergabe des ersten Flugkörpers an das Jagdbombergeschwader 33 in Büchel im Dezember 2005 und wurde im November 2010 abgeschlossen.
Die Tragetests mit der Saab 39 Gripen fanden im Mai 2008 statt, im Februar 2009 und Januar 2014 folgten die Tragetests am Eurofighter beim Jagdgeschwader 74. Die Integration in die spanische Version der McDonnell Douglas F/A-18 wurde im Juni 2009 erfolgreich beendet.

## Technik

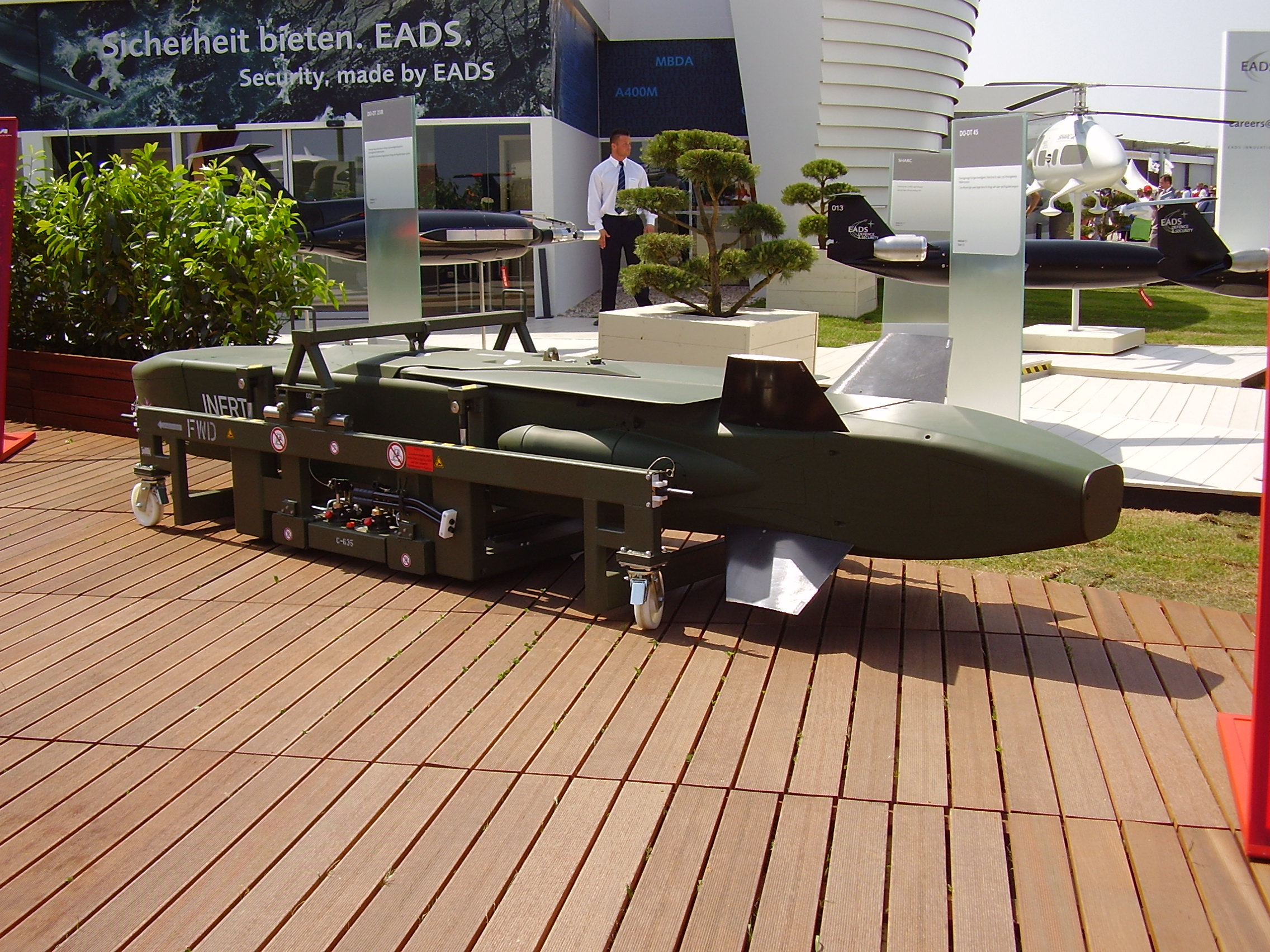
Taurus im Transportgestell

Der Taurus ist ein modularer Marschflugkörper, der mit verschiedenen Nutzlasten ausgeliefert werden kann. Die Grundform wurde vom Munitionsdispenser DWS-39 übernommen. Der etwa 5 Meter lange Rumpf besteht aus Aluminiumfeinguss und ist rechteckig aufgebaut. Auf der Oberseite sind zwei ausklappbare Tragflächen angebracht, zur Steuerung befindet sich ein X-Leitwerk am Heck. Die Lufteinlässe des Triebwerkes sind starr links und rechts des Rumpfes angebracht.
Der vordere Bereich enthält wie bei jedem Marschflugkörper das Navigationssystem, das einen autonomen Tiefflug durch gegnerisches Gebiet ermöglicht. Taurus verfügt laut Bundeswehr über vier voneinander unabhängige Navigationssysteme. Das für den Taurus entwickelte Navigationssystem besteht aus einem GPS-Empfänger, einem Trägheitsnavigationssystem (engl. inertial navigation system, INS), einer Geländereferenznavigation (engl. Terrain Reference Navigation, TRN) und einem bildverarbeitenden Navigationssystem (engl. Image Based Navigation, IBN). Der zwölfkanalige, mit P-Code arbeitende GPS-Empfänger wurde gegen Störversuche abgeschirmt (engl. anti-jamming, AJ) und wird im Regelfall zur Navigation eingesetzt. Wenn dies zu ungenau oder nicht verfügbar ist, stützt sich die Positionsbestimmung auf das Tri-Tec-Navigationssystem. Zur Korrektur der Daten misst ein Radarhöhenmesser im Ku-Band das Höhenprofil des überflogenen Gebietes und vergleicht dieses kontinuierlich mit den zuvor eingespeicherten Geländedaten des Soll-Flugpfades, um daraus eine Kurskorrektur zu berechnen. Da die Geländereferenznavigation grundsätzlich nur über ausreichend profiliertem Gelände verwertbare Navigationsdaten liefern kann, verfügt der Taurus mit der bildverarbeitenden Navigation über ein weiteres System zur Navigationsstützung. Für den Flugweg werden zwischen fünf und zehn Navigations-Aufdatpunkte bestimmt, deren vereinfachte Signaturen im Bordcomputer abgespeichert werden. Beim Überfliegen der Aufdatpunkte sucht der Infrarotsuchkopf die zuvor eingespeicherten Strukturen und vermisst deren Lage im Raum. Durch eine Vergleichsrechnung zwischen Soll- und vermessener Position wird dann eine Kurskorrektur errechnet.
Der Infrarotsucher besteht dabei aus einem Focal Plane Array aus Indiumantimonid mit einer Auflösung von 256 × 256 Pixeln. Wenn der Flugkörper im Zielgebiet ankommt, sucht der IR-Suchkopf das Ziel und schaltet es auf. Wenn mehrere Ziele entdeckt und angegriffen werden sollen, vermisst der Sucher ihre Position im Raum, und der Waffenrechner ermittelt dazu den optimalen Zeitpunkt zum Auslösen der Nutzlast. Diese befindet sich in der Mitte des Rumpfes direkt hinter dem Sucher.
Der Bediener kann zwischen fünf verschiedenen Angriffsmodi wählen, je nach Ziel und Variante:
Pop-Up
Der Flugkörper fliegt im Tiefflug an, geht in den Steigflug über und führt dann einen senkrechten Sturzflug auf das Ziel aus. Wird beispielsweise gegen Bunker eingesetzt.
Low Level Pop-Up
Der Flugkörper fliegt im Tiefflug an, geht in den Steigflug über und schlägt schräg von oben im Ziel ein. Wird zum Beispiel gegen Hardened Aircraft Shelter, Brücken oder Schiffe im Hafen eingesetzt.
Dive Attack
Der Taurus fliegt das Zielgebiet in großer Höhe an und geht dann in einen schrägen Sturzflug über. Gleiches Zielspektrum wie beim Low Level Pop-Up, aber mehr Durchschlagskraft und weniger Überlebensfähigkeit.
Air Burst
Das Zielgebiet wird im Tiefflug angeflogen. Kurz vor dem Ziel geht der Flugkörper auf eine größere Marschflughöhe parallel zum Boden und löst die Nutzlast über dem Ziel aus. Wird gegen Truppenansammlungen eingesetzt.
Horizontal „Cave Type“
Der Taurus fliegt das Zielgebiet in geringer Höhe an. Kurz vor dem Ziel geht der Flugkörper in einen extremen Tiefflug flach über dem Boden und schlägt ins Ziel ein. Wird gegen Flugzeugkavernen oder ähnliches eingesetzt.
Als Antrieb kommt ein Mantelstromtriebwerk (Turbofan) P8300-15 von Williams International zum Einsatz. Es entwickelt etwa 6,67 kN Schub in Bodennähe und beschleunigt den Marschflugkörper auf eine Geschwindigkeit von Mach 0,6 bis Mach 0,95. Das Triebwerk entwickelt somit signifikant mehr Schubkraft als das Williams F107-WR-402 der BGM-109 Tomahawk mit 3,1 kN. Das bessere Schub-Gewicht-Verhältnis ermöglicht einen härteren Konturenflug, da engere Kurven und größere Steigwinkel erreicht werden können, was das Abfangen erschwert. Die Treibstofftanks befinden sich auf beiden Seiten der Nutzlast zwischen Sucher und Triebwerk. Um die Überlebensfähigkeit zu verbessern, können optional eine „aktive Selbstverteidigungsfähigkeit“ und ein 2-Wege-Datenlink eingerüstet werden. Durch den 2-Wege-Datenlink können auch bewegliche Ziele wie Schiffe oder Panzerverbände bekämpft werden, außerdem kann auch ein Bild des Zieles übermittelt werden, um später eine Schadenanalyse durchführen zu können (engl. battle damage indication).
Montiert wurde der Marschflugkörper in Deutschland bei Schrobenhausen (Bayern) in einem Bunker der Taurus Systems GmbH, einer Tochterfirma des Rüstungskonzerns MBDA.

## Varianten
Die einzige Serienversion ist die Variante KEPD-350. Auf Basis dieses Modells wurde von der Taurus Systems GmbH eine Familie von Marschflugkörpern vorgeschlagen. Die folgenden Versionen wurden auf der Pariser Luftfahrtschau 2005 präsentiert. In einer Präsentation des Herstellers von 2008 wurde zusätzlich zwischen der Version „M“ und „MP“ unterschieden.

### Taurus KEPD-350

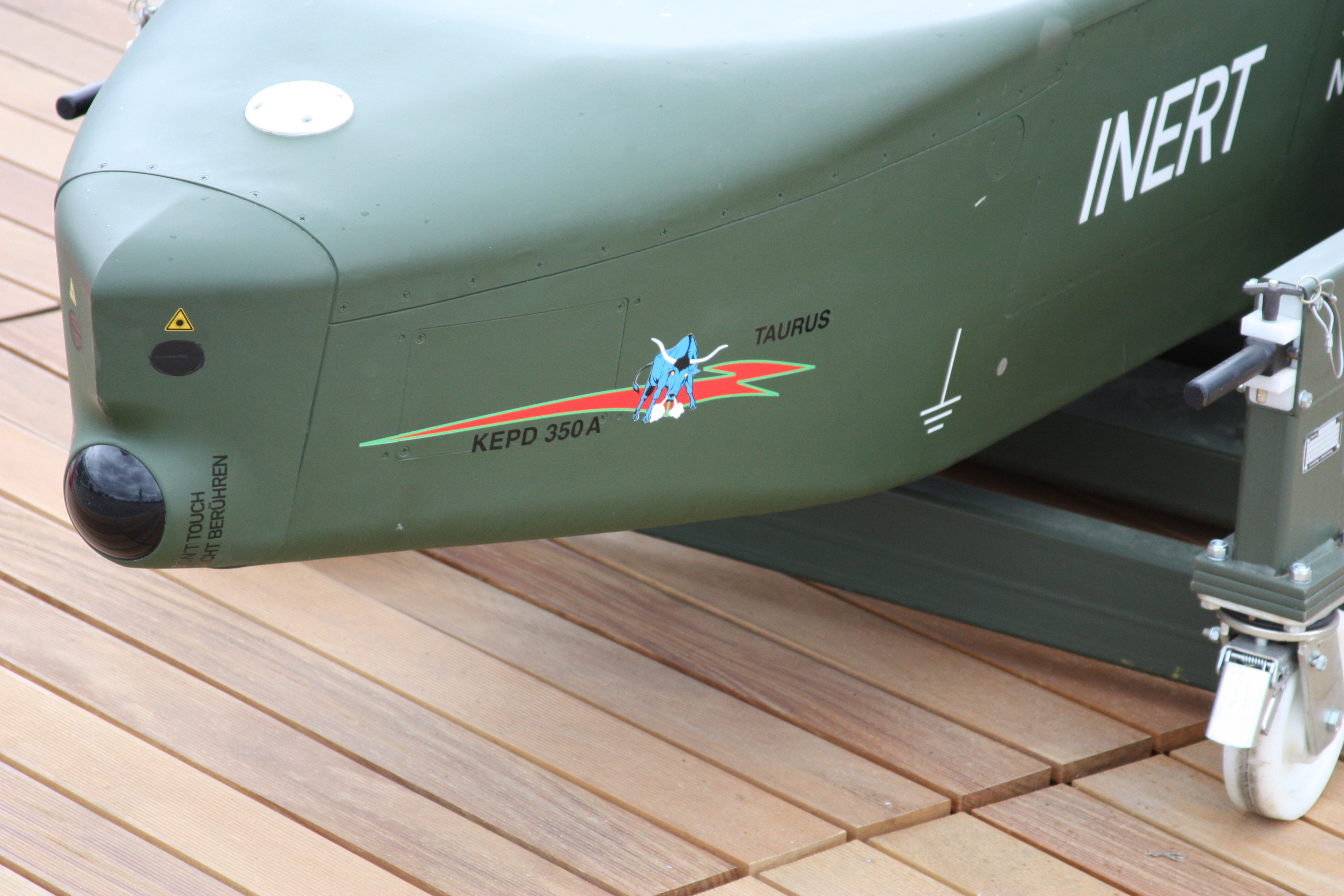
Die Laserentfernungsmesser mit dem Warnzeichen vor Laserstrahlen über dem Infrarotsucher

Die Taurus KEPD-350 „Kinetic Energy Penetrator and Destroyer“ trägt den Gefechtskopf MEPHISTO (Multi-Effect Penetrator Highly Sophisticated and Target Optimized). Es handelt sich dabei um einen Tandem-Gefechtskopf, bestehend aus einer Vorhohlladung und dem Penetrator mit integriertem intelligenten Zünder. Zwei Laserentfernungsmesser messen dabei die Distanz zum Ziel und lösen die Vorhohlladung im optimalen Abstand zum Ziel aus. Diese ist etwa 95 kg schwer, hat einen Durchmesser von fast 0,36 m und 0,53 m Länge. Der Hohlladungsstachel durchschlägt das Ziel, um dem nachfolgenden Penetrator das Eindringen zu erleichtern. Dieser hat etwa denselben Durchmesser wie die Vorhohlladung, eine Länge von fast 2,3 Metern und eine Masse von fast 400 kg.
An dessen Heck befindet sich der intelligente Zünder PIMPF (Programmable Intelligent Multi Purpose Fuze). Er wird vom MBDA-Tochterunternehmen TDW hergestellt, wiegt 5 kg, kann Beschleunigungskräften von mindestens 10.000 g widerstehen und wird über einen Lithium-Ionen-Akkumulator mit Energie versorgt. Er verfügt über eine Verzögerungssensorik, die den Durchgang durch unterschiedlich dichte Medien feststellen kann. Anhand der gemessenen Verzögerung kann berechnet werden, an welcher Stelle des Zieles sich der Penetrator gerade befindet. Durch Vorprogrammierung ist es deshalb möglich, den Penetrator an der gewünschten Position im Ziel, zum Beispiel einem bestimmten Stockwerk explodieren zu lassen. Dieser Zünder wird auch im norwegischen Seezielflugkörper Naval Strike Missile eingesetzt.
Bei Anflug im Air Burst kann die Vorhohlladung zuerst gezündet werden, da diese mit einem Splittermantel umgeben ist. Aufgrund seiner Masseträgheit fliegt der Penetrator noch ein Stück weiter, bevor er selbst gezündet wird. Damit können bei Bedarf zwei Luftdetonationen in kurzen Abständen ausgelöst werden.
Von der deutschen Luftwaffe wurde diese Taurus-Variante unter anderem im Jahr 2017 in der Hochwertübung Two Oceans auf der südafrikanischen Overberg Test Range getestet.

### Andere geplante Varianten
- Taurus KEPD-150: Die Variante KEPD-150 wird auch manchmal als Taurus L bezeichnet.[16] Es handelt sich um eine massereduzierte Version der KEPD-350 mit kleinerem Penetrator und weniger Treibstoff.[23] Der Erstflug des Mock-ups fand am 27. August 1998 in Linköping in Schweden statt.[24]

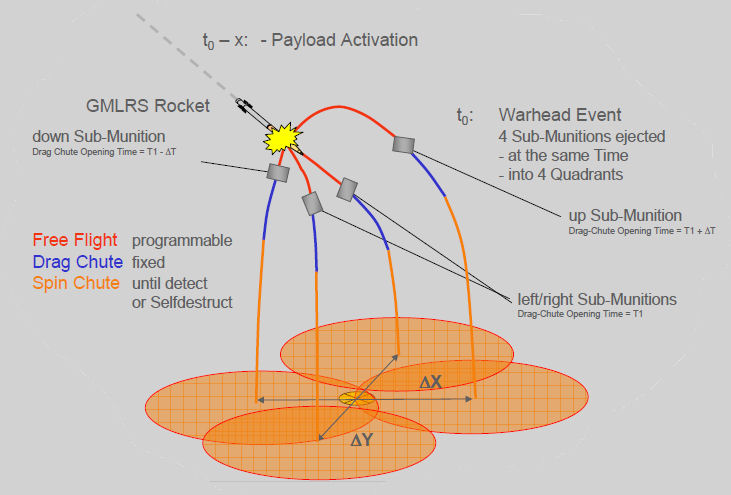
SMArt-Auswurf am Beispiel GMLRS

- Taurus M: Die Taurus M (Multiple Warhead) dient zum Transport von Submunitionen, um gegnerische Flugplätze, Flugabwehrstellungen und Panzerverbände zu zerstören. Eine frühere Bezeichnung ist MAW PDWS 2000. Die Zahl der Submunitionen ist unklar, nach schematischen Bildern des Herstellers sollen aber acht Stück hintereinander im Rumpf Platz finden.[16] Bei zwei Reihen ergäben sich damit 16 Stück. Dabei wurden drei Munitionsarten angedacht:[25]
  - MUSJAS 1/2: Streumunition (engl. Dual Purpose Improved Conventional Munition, DPICM) gegen leicht- und ungepanzerte Ziele.[25] Da Deutschland dem Übereinkommen über Streumunition beigetreten ist, entfällt diese Version.
  - STABO: Anti-Runway-Munition gegen Start- und Landebahnen, ein Projektil soll etwa 16 kg wiegen.[25] Die Submunitionen werden nach unten ausgeworfen, beschleunigen mit einem Raketenmotor auf die Bahn, durchschlagen diese und detonieren darunter. Gegenstück zur französischen Apache.
  - SMArt: Soll Suchzünder-Munition für die Artillerie ins Zielgebiet tragen, um Flugabwehrstellungen und Panzerverbände zu bekämpfen. Ermöglicht dann eine wesentlich größere Reichweite als GMLRS-SMArt oder die Panzerhaubitze 2000. Die Munition wird nach dem Ausstoßen mit einem Bremsschirm verzögert, dann öffnet sich der Fallschirm und die Munition beginnt mit ihrer Dreifach-Suchsensorik das Gebiet autonom nach Zielen abzusuchen. Dabei werden Infrarot und aktives wie passives Millimeterwellenradar im Frequenzbereich von 94 GHz eingesetzt, um Gefechtsfahrzeuge zu finden. Deren Zerstörung erfolgt über eine projektilbildende Ladung aus Tantal.[26][27]
- Taurus MP: Taurus MP steht für „Modular Payload“.[16] Hierzu wurden noch keine näheren Angaben gemacht, denkbar ist der Einbau von Systemen zu elektronischen Kampfführung in Verbindung mit einem 2-Wege-Datenlink zum Satelliten.
- Taurus HPM: Die Variante Taurus HPM soll Hochleistungs-Mikrowellenstrahlung (engl. High Power Microwave, HPM) zur Zerstörung gegnerischer Elektronik einsetzen.[28] Diese Version orientiert sich ebenfalls an der britisch-französischen Storm Shadow. Die Briten testeten bereits im Juli 2002 erfolgreich einen HPM-Gefechtskopf für diesen Marschflugkörper.[29] In neueren Publikationen wird die HPM-Version meist als Variante der Taurus MP behandelt.
- Taurus CL: Die Variante Taurus CL für „Container Launched“ soll von Schiffen und Lastkraftwagen gestartet werden. Dafür wird der Marschflugkörper mit einem Tragegestell versehen und in einen Startbehälter gesteckt. Das Tragegestell führt den Flugkörper innerhalb des Containers und beschleunigt ihn mit einem Feststoffbooster auf Marschgeschwindigkeit und -höhe, um danach abgeworfen zu werden.[16]
- Taurus T: Diese Version geht auf die Future-Offensive-Air-System-Studie der Royal Air Force zurück. Damals wurde untersucht, ob es sinnvoll sei, mit einem Transportflugzeug (A400M oder C-130) Marschflugkörper wie die Storm Shadow von der Laderampe zu starten. Der Grundgedanke dabei war, dass Unterschallflugzeuge ohne Tarnkappeneigenschaften eine zu geringe Überlebensfähigkeit in feindlichem Luftraum haben. Bomber wie die Boeing B-52 werden deshalb mit Marschflugkörpern bewaffnet, um Abstandsfähigkeit zu erzielen. Der Start dieser Marschflugkörper von einer Transportmaschine hätte das gleiche Resultat, jedoch zu wesentlich geringeren Kosten. Die Lenkwaffen werden dabei mit einem Bremsschirm über die Laderampe aus der Maschine gezogen. Anschließend wird der Schirm abgeworfen und die Marschphase beginnt.
- Taurus Neo: Im Oktober 2024 wurden Planungen des deutschen Verteidigungsministeriums bekannt, für rund 2,1 Milliarden Euro 600 Marschflugkörper vom modernisierten Typ Taurus Neo zu beschaffen. Die Finanzierung war jedoch unklar.[30]

## Technische Daten
|                      | Taurus KEPD-350 | Taurus KEPD-150 | Taurus M | Taurus MP | Taurus HPM | Taurus CL                                                                                           | Taurus T                                                                                            |
| -------------------- | --- | --- | --- | --- | --- | --------------------------------------------------------------------------------------------------- | --------------------------------------------------------------------------------------------------- |
| Indienststellung     | 2005 | | | | | | |
| Navigationssysteme   | GPS, Trägheitsnavigation (INS), bildverarbeitende Navigation (IBN), Geländereferenznavigation (TRN)                                                | GPS, Trägheitsnavigation (INS), bildverarbeitende Navigation (IBN), Geländereferenznavigation (TRN)                                                | GPS, Trägheitsnavigation (INS), bildverarbeitende Navigation (IBN), Geländereferenznavigation (TRN)                                                | GPS, Trägheitsnavigation (INS), bildverarbeitende Navigation (IBN), Geländereferenznavigation (TRN)                                                | GPS, Trägheitsnavigation (INS), bildverarbeitende Navigation (IBN), Geländereferenznavigation (TRN)                                                | GPS, Trägheitsnavigation (INS), bildverarbeitende Navigation (IBN), Geländereferenznavigation (TRN) | GPS, Trägheitsnavigation (INS), bildverarbeitende Navigation (IBN), Geländereferenznavigation (TRN) |
| Suchkopf             | Abbildendes Infrarot (IIR) | Abbildendes Infrarot (IIR) | Abbildendes Infrarot (IIR) | Abbildendes Infrarot (IIR) | Abbildendes Infrarot (IIR) | Abbildendes Infrarot (IIR)                                                                          | Abbildendes Infrarot (IIR)                                                                          |
| Triebwerk            | Turbofan Williams International P8300-15 | Turbofan Williams International P8300-15 | Turbofan Williams International P8300-15 | Turbofan Williams International P8300-15 | Turbofan Williams International P8300-15 | Turbofan Williams International P8300-15                                                            | Turbofan Williams International P8300-15                                                            |
| Flugleistungen       | | | | | | | |
| nominale Reichweite  | > 500 km | 150+ km | | | | | |
| Fluggeschwindigkeit  | Mach 0,6 – 0,95 | Mach 0,6 – 0,95 | Mach 0,6 – 0,95 | Mach 0,6 – 0,95 | Mach 0,6 – 0,95 | Mach 0,6 – 0,95                                                                                     | Mach 0,6 – 0,95                                                                                     |
| Maße und Gewicht     | | | | | | | |
| Länge                | 5100 mm | 5100 mm | 5100 mm | 5100 mm | 5100 mm | 5100 mm                                                                                             | 5100 mm                                                                                             |
| Breite               | 1080 mm | 1080 mm | 1080 mm | 1080 mm | 1080 mm | 1080 mm                                                                                             | 1080 mm                                                                                             |
| Höhe                 | 805 mm | 805 mm | 805 mm | 805 mm | 805 mm | 805 mm                                                                                              | 805 mm                                                                                              |
| Spannweite           | 2064 mm | 2064 mm | 2064 mm | 2064 mm | 2064 mm | 2064 mm                                                                                             | 2064 mm                                                                                             |
| Gewicht              | 1400 kg | 1060 kg | | | | | |
| Nutzlast             | | | | | | | |
| Gefechtskopf         | MEPHISTO: Vorhohlladung und Penetrator | MEPHISTO: Vorhohlladung und leichterer Penetrator                                                                                                  | STABO: Startbahnbekämpfungs-Munition SMArt: Selbstzielsuchende Munition                                                                            | Unbekannt | Hochleistungsmikrowelle | vermutlich alle Versionen                                                                           | vermutlich alle Versionen                                                                           |
| Gewicht Gefechtskopf | 480 kg | | | | | | |
| Kompatibilität       | | | | | | | |
| Plattformen          | Panavia PA-200 Tornado IDS, McDonnell Douglas EF-18A+ Hornet, McDonnell Douglas F-15K Slam Eagle, Saab JAS-39C Gripen, Eurofighter Typhoon EF-2000 | Panavia PA-200 Tornado IDS, McDonnell Douglas EF-18A+ Hornet, McDonnell Douglas F-15K Slam Eagle, Saab JAS-39C Gripen, Eurofighter Typhoon EF-2000 | Panavia PA-200 Tornado IDS, McDonnell Douglas EF-18A+ Hornet, McDonnell Douglas F-15K Slam Eagle, Saab JAS-39C Gripen, Eurofighter Typhoon EF-2000 | Panavia PA-200 Tornado IDS, McDonnell Douglas EF-18A+ Hornet, McDonnell Douglas F-15K Slam Eagle, Saab JAS-39C Gripen, Eurofighter Typhoon EF-2000 | Panavia PA-200 Tornado IDS, McDonnell Douglas EF-18A+ Hornet, McDonnell Douglas F-15K Slam Eagle, Saab JAS-39C Gripen, Eurofighter Typhoon EF-2000 | LKW oder Schiff                                                                                     | Transportflugzeuge                                                                                  |
| Kosten               | | | | | | | |
| Stückpreis           | 950.000 € | | | | | | |

## Nutzer
- Deutschland: 600 Stück, davon im März 2024 etwa 300 Stück als „einsatzfähig“ bezeichnet.[31]
- Spanien: 43 Stück[19]
- Südkorea: 260 Stück[19][32][33]
- Schweden: Am 24. Februar 2025 wurde bekannt gegeben, dass die schwedische Luftwaffe den Mehrzweckjet Saab JAS 39 Gripen mit Taurus ausstattet.[34][35][36]

## Kontroverse um Ukraine-Lieferung und Abhörfall
Seit Sommer 2023 hat sich in Deutschland eine politische Kontroverse um die Lieferung von Taurus-Marschflugkörpern an die Ukraine entwickelt.
Nach dem russischen Überfall 2022 hat die angegriffene Ukraine Deutschland 2023 um die Lieferung von Taurus-Marschflugkörpern gebeten. Die mehrfache Weigerung der Bundesregierung einer solchen Lieferung führte einerseits zu Kritik und andererseits zu Zustimmung in der Bevölkerung.

## Ähnliche Marschflugkörper
- AGM-158 JASSM (USA)
- SOM (Türkei)
- Ra’ad (Pakistan)

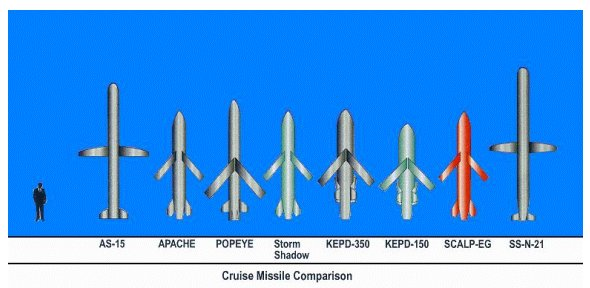
Verschiedene Marschflugkörper im Größenvergleich. Rechts der Mitte (Lenkflugkörper) an Position 5 und 6 die Taurus KEPD-350 und Taurus KEPD-150

- Storm Shadow/SCALP-EG (GB und Frankreich)
- Apache (Frankreich)
- CJ-10K (China)
- Ch-55 (Russland)
- Delilah-AL (Israel)
- AGM-142 Popeye II (USA)